# Louis Mandylor
Louis Mandylor (* 13. September 1966 in Melbourne, Victoria als Louis Theodosopoulos) ist ein griechisch-australischer Schauspieler, Regisseur, Drehbuchautor und Filmproduzent.

## Leben und Karriere
Louis Mandylor ist der Sohn von griechischen Einwanderern und der Bruder des Schauspielers Costas Mandylor. Im Alter von 16 bis 20 Jahren spielte Mandylor professionell Fußball in Australien. Neben der Schauspielerei agierte er 1998 erstmals auch als Drehbuchautor und Produzent des Comedy-Kurzfilms My Brother Cicero. Seit 1990 war er in mehr als 80 Film- und Fernsehproduktionen zu sehen.
Mandylor ist auch als Regisseur aktiv. So inszenierte er 2003 mit Jimmy Bones seinen ersten Spielfilm, 2009 folgte In the Eyes of a Killer, der auf mehreren Filmfestivals ausgezeichnet wurde. 2014 inszenierte er The Blackout.
Zudem agiert Mandylor auch als Produzent. Neben den von ihm selbst inszenierten Filmen produzierte er 2010 mit Gerald und The Cursed zwei Streifen, bei denen er auch in einer tragenden Rolle zu sehen war.

## Filmografie (Auswahl)
- 1991: Armadillo Bears – Ein total chaotischer Haufen (Necessary Roughness)
- 1996: The Quest – Die Herausforderung (The Quest)
- 1997: Nash Bridges (Fernsehserie, 3 Episoden)
- 1998: Karate Tiger – The Champions (Champions)
- 1998: Mafia! – Eine Nudel macht noch keine Spaghetti! (Jane Austen’s Mafia!)
- 1998: Martial Law – Der Karate-Cop (Martial Law)
- 1999–2001: Relic Hunter – Die Schatzjägerin (Fernsehserie, 4 Episoden)
- 2000: Friends (Fernsehserie)
- 2002: My Big Fat Greek Wedding – Hochzeit auf griechisch (My Big Fat Greek Wedding)
- 2002: Charmed – Zauberhafte Hexen (Charmed, Episode 4x17, gemeinsam mit seinem Bruder Costas)
- 2003: My Big Fat Greek Life
- 2004, 2009: CSI: Miami (Fernsehserie, 2 Episoden)
- 2005: Das Spiel ihres Lebens – Das Wunder von Belo Horizonte (The Game Of Their Lifes)
- 2009: CSI: NY (Fernsehserie, Episode 5x24)
- 2009: Rules of Engagement (Fernsehserie, Episode 3x11)
- 2009: Wrong Turn at Tahoe
- 2010: Navy CIS: L.A. (NCIS: Los Angeles, Fernsehserie, Episode 2x05)
- 2010 Frankenstein – Experiment In Terror (Marcus)
- 2012: Last Bullet – Showdown der Auftragskiller (One in the Chamber)
- 2012: Castle (Fernsehserie, Episode 5x02)
- 2016: Daylight’s End
- 2016: My Big Fat Greek Wedding 2
- 2016: Code of Honor
- 2018: Pay Day (The Debt Collector)
- 2018: Battle Drone
- 2019: Rambo: Last Blood
- 2019: Doom: Die Vernichtung (Doom: Annihilation)
- 2019: The Mercenary – Der Söldner (The Mercenary)
- 2019: The Brave – Allein gegen das Syndikat (Lazarat)
- 2020: The Debt Collector 2
- 2020: The Doorman – Tödlicher Empfang (The Doorman)
- 2022: Memory
- 2022: Blowback
- 2022: The Offer (Fernsehserie)
- 2022: Renegades
- 2023: My Big Fat Greek Wedding – Familientreffen (My Big Fat Greek Wedding 3)